# Andréasz Jeorjíu
Andréasz Jeorjíu (görögül: Ανδρέας Γεωργίου, a nemzetközi sajtóban Andreas Georgiou; 1956. március 18. –) ciprusi nemzetközi labdarúgó-játékvezető.

## Pályafutása

### Nemzeti játékvezetés
Játékvezetői vizsgáját követően lakókörzetének Labdarúgó-szövetsége által üzemeltetett labdarúgó bajnokságokban kezdte sportszolgálatát[forrás?]. A Ciprusi labdarúgó-szövetség (ΚΟΠ) Játékvezető Bizottságának (JB) minősítésével a Défteri Katigoría, majd a Protáthlima Marfín Laikí játékvezetője. Küldési gyakorlat szerint rendszeres 4. bírói szolgálatot is végzett. A nemzeti játékvezetéstől 2002-ben visszavonult.

### Nemzetközi játékvezetés
A Ciprusi labdarúgó-szövetség JB terjesztette fel nemzetközi játékvezetőnek, a Nemzetközi Labdarúgó-szövetség (FIFA) 1992-től tartotta nyilván bírói keretében. A FIFA JB központi nyelvei közül az angolt beszéli. Több nemzetek közötti válogatott, valamint Kupagyőztesek Európa-kupája, UEFA-kupa és Bajnokcsapatok Európa-kupája klubmérkőzést vezetett, vagy működő társának 4. bíróként segített. A ciprusi nemzetközi játékvezetők rangsorában, a világbajnokság-Európa-bajnokság sorrendjében a 3. helyet foglalja el 4 találkozó szolgálatával. A nemzetközi játékvezetéstől 2002-ben a FIFA 45 éves korhatárát elérve búcsúzott. Válogatott mérkőzéseinek száma: 19.

#### Labdarúgó-világbajnokság
Az 1998-as labdarúgó-világbajnokságon a FIFA JB bíróként alkalmazta. Selejtező mérkőzéseket az UEFA zónában irányított. 
| Időpont            | Helyszín                      | Mérkőzés típusa           | Mérkőzés               | Eredmény | Nézők száma |
| ------------------ | ----------------------------- | ------------------------- | ---------------------- | -------- | ----------- |
| 1996. december 14. | Windsor Park Stadion, Belfast | előselejtező (9. csoport) | Észak-Írország–Albánia | 2 – 0    | 7 935       |
| 1997. április 30.  | Olimpiai Stadion, Serravalle  | előselejtező (7. csoport) | San Marino–Hollandia   | 0 – 6    | 2 832       |

#### Labdarúgó-Európa-bajnokság
A 2000-es labdarúgó-Európa-bajnokságon az UEFA JB játékvezetőként foglalkoztatta.
| Időpont             | Helyszín                           | Mérkőzés típusa           | Mérkőzés                | Eredmény | Nézők száma |
| ------------------- | ---------------------------------- | ------------------------- | ----------------------- | -------- | ----------- |
| 1999. június 5.     | Olimpiai Stadion, Kijev            | előselejtező (4. csoport) | Ukrajna–Andorra         | 4 – 0    | 51 000      |
| 1999. szeptember 8. | Spartak Stadion, Dubnica nad Váhom | előselejtező (7. csoport) | Szlovákia–Liechtenstein | 2 – 0    | 3 052       |

#### Nemzetközi kupamérkőzések

##### UEFA-kupa
| Időpont             | Helyszín                   | Mérkőzés típusa | Mérkőzés                           | Eredmény |
| ------------------- | -------------------------- | --------------- | ---------------------------------- | -------- |
| 1996. augusztus 20. | Jenner Park Stadion, Barry | selejtezőkör    | Barry Town United FC–Budapesti VSC | 3 – 1    |

## Sportvezetőként
Aktív pályafutását befejezve a ciprusi JB játékvezető küldője, ellenőre.